# Districtul El Harrach
El Harrach este un district din provincia Alger, Algeria.